# Ботанический переулок
Ботани́ческий переу́лок — улица в центре Москвы в Мещанском районе Центрального административного округа между Грохольским и Протопоповским переулками.

## История
Ботанический переулок назван так в конце XIX века по находящемуся здесь ботаническому саду Московского университета (ныне филиал Ботанического сада МГУ им. Ломоносова «Аптекарский огород»). Один из старейших ботанических садов. Здесь по указу Петра I от 1706 года был заложен Аптекарский огород. В 1805 году огород перешёл в ведение Московского университета и стал называться Ботаническим садом. Прежнее название — Яковлевский переулок — по фамилии домовладельца.

## Расположение
Ботанический переулок начинается от Грохольского переулка и проходит на север вдоль Аптекарского огорода до Протопоповского переулка.

## Примечательные здания и сооружения
Всего зданий: 7.
- № 1 — посольство Португалии;
- № 5 — Административно-гостиничное здание (2004—2008, Архитектурная мастерская «О. В. Попов и партнёры», архитекторы О. Попов, Д. Вершинский, М. Наволочный, Н. Волкова и другие)[2].